# Razz
För den danska artisten, se Razz (artist).
Razz, (även Seven Card Low eller Seven Card Razz), är ett pokerspel där lägsta femkortshanden vinner potten. Stegar och färger har inget värde och spelaren med högsta öppna kortet startar första satsningsrundan, medan övriga rundor startas av spelaren med lägsta kortet.
I övrigt spelas Razz precis som sjukorts stötpoker, där varje spelare blir tilldelad två dolda och ett öppet kort innan den första satsningsrundan, följt av tre öppna kort (med en satsningsrunda efter varje kort) och till sist ytterligare ett dolt kort.

## Spelets gång

### Antes
Razz spelas, liksom Sjustöt, med antes till skillnad från Texas Hold 'em och Omahas blinds (mörkar). Anten är ett förutbestämd summa som alla som ska vara med i handen måste lägga innan de första korten delas ut.

### Första satsningsrundan
När alla antes är satsade delas två nedåtvända kort och ett öppet kort ut till samtliga spelare. Dessa kort är spelarnas privata kort. Eftersom Razz inte spelas med dealerknapp börjar första satsningsrundan med att spelaren med det högsta uppåtvända kortet satsar en så kallad ”Bring-In”, en påtvingad bet som vanligtvis motsvarar halva minsta insatsen. Har flera spelare samma höga kort rankas färgerna spader-hjärter-ruter-klöver (från högst till lägst). Satsningsrundan fortsätter sedan med spelaren till vänster om bring-in, som kan syna (satsa lika mycket som bring-in), höja eller lägga sig. Första satsningsrundan är klar när alla spelare satsat lika mycket i potten eller lagt sig (efter en spelares bet).

### Vidare satsningsrundor
Spelet fortsätter efter det fjärde kortet delats ut genom att den som har den lägsta synliga handen väljer om han vill satsa eller passa (check). Då det femte kortet delats ut dubblas insatserna. Efter att alla sju kort delats ut följer en sista satsningsrunda och om det är mer än en spelare kvar vinner den som har den lägsta pokerhanden. Det vanligaste är att färger och stegar ignoreras och den lägsta möjliga handen då är A-2-3-4-5 (5 lågt). Om två spelare skulle ha samma högsta kort räknas det näst högsta kortet osv. Till exempel är A-2-4-5-8 lägre än A-2-3-6-8. 